# Удовска костница
Удовската костница (на сръбски: Спомен костурница у Удову; на македонска литературна норма: Спомен капела со костурница во Удово) е православен параклис във валандовското село Удово, югоизточната част на Северна Македония. Част е от Повардарската епархия на Македонската православна църква.

## История
След Валандовското земетресение от 8 март 1931 година, районът е посетен от югославския крал Александър I Караджорджевич, който подема инициатива за изграждане на костница-паметник на загиналите около 261 сръбски войници и офицери във Валандовската акция на ВМРО от 20 март, Велики петък, 1915 година. Костницата е завършена в 1936 година и е осветена на 1 ноември. Освен войниците, загинали във Валандовската акция, в нея са положени и костите на още 2000 сръбски войници, загинали в Южна Македония - Гевгелийско, Дойранско, Струмишко и Неготинско. Автор на проекта е Момир Корунович.
Костницата е защитена от Закона за защита на паметниците в Република Македония. Всяка година сръбските организации в Република Македония и сръбското посолство организират помен в костницата.